# Voldemar Antoni
Voldemar Antoni (Oekraïens: Вольдемар Антоні) (Goeljaj-Pole, 4 april 1886 – 1974), ook bekend als Zarathustra, was een Oekraïense revolutionair en wordt beschouwd als de mentor van Nestor Machno.
Antoni werd geboren in Goeljaj-Pole als zoon van de Tsjechische monteur Henrik Aloisevitsj Antoni en de Duitse Susana Jakovlevna Bonelis. Antoni had ook een broer en zus.